# História da Constituição do Brasil
A atual Constituição da República Federativa do Brasil foi promulgada em 5 de outubro de 1988. Estabelece o Brasil como um Estado democrático de Direito de estrutura federativa. Em 1993, conforme determinação do texto constitucional, foi realizado um plebiscito para que o povo determinasse a forma de governo, entre monarquia e república, e o sistema de governo, podendo optar entre o presidencialismo e o parlamentarismo. Foram confirmados o regime republicano e o presidencialismo já existentes, junto com a tripartição dos poderes. A República Federativa do Brasil é composta por 26 Estados federados e um Distrito Federal.

## Antecedentes históricos

### Regimento de 1548
O Regimento do Governador-Geral foi trazido por Tomé de Sousa, primeiro governador-geral do Brasil. Por seu caráter, o Regimento pode ser considerado como a primeira Constituição do Brasil, pois organizava o Estado e determinava o tratamento a ser dado a diferentes populações, como a indígena. Em sua organização do Estado, o Regimento, entre muitas outras disposições, criava os cargos de governador (mais tarde renomeado para governador-geral), ouvidor-geral, provedor-mor da Fazenda e capitão-mor da costa. O ouvidor-geral cuidava da Justiça, o provedor-mor, das finanças, e o capitão-mor, das forças militares de mar e terra.
Esse não foi o único regimento do Brasil Colônia. Ao longo do período colonial, o país teve diversos regimentos, sendo o de 1677 o último conhecido.

### Constituição Luso-Brasileira de 1822
A fracassada constituição luso-brasileira de 1822 foi uma continuação da Constituição Portuguesa de 1822 e resultado das Cortes Extraordinárias Constituintes eleitas em Portugal, no Brasil e na África, por pressão da Revolução liberal do Porto. Participaram dela 2 delegados brasileiros. Devido à complexidade do processo de independência do Brasil, que não se conclui com os episódios de 7 de setembro, a Constituição continuou sendo discutida até o dia 23 de setembro, embora delegados baianos e sulistas tenham demonstrado divergência particular em relação aos critérios estabelecidos de cidadania e autonomia provincial desde maio. Duas semanas após a ruptura formal de sete integrantes das bancadas paulista e baiana, seria lançado o manifesto de Falmouth, onde se explicita os motivos de divergência com as Cortes portuguesas. Cumpre observar, contudo, que as províncias do Piauí, do Maranhão e do Pará se mantiveram leais à constituição promulgada em Portugal (o Pará enviou três delegados para a assembleia constituinte portuguesa, mas nenhum para a assembleia convocada pelo imperador), tendo enfrentado os artífices da independência brasileira na famosa Guerra Brasileira da Independência.
Na teoria, a Constituição luso-brasileira de 23 de setembro de 1822, assinada por representantes de Porto Alegre, no Rio Grande do Sul, do Rio de Janeiro, de Alagoas, do Ceará, de Santa Catarina, etc.  contemplaria, conforme seu artigo número 20, “os Portugueses de ambos os hemisférios” (ênfase para a ausência de uma consciência de nacionalidade “brasileira”), considerando ser seu território “o Reino Unido de Portugal, Brasil e Algarves”, incluindo as colônias portuguesas da África Ocidental e da Ásia. A Constituição inovava ao humanizar o Direito penal e penitenciário, proibindo a tortura e outras penas cruéis ao mesmo tempo em que previa visitas, a limpeza das cadeias, etc. (Art. 10.°; Art. 208.°). A constituição também ordenava a criação de escolas para portugueses de ambos os sexos. Como forma de governo, adota a monarquia constitucional hereditária parlamentarista (Art. 29.°), com divisão dos poderes, onde o Rei assume o papel de chefe do executivo (junto de um Conselho de Estado), as Cortes o papel de chefe do legislativo, e o Supremo Tribunal o papel de chefe do judiciário. A Constituição de 1822 também entregava direitos de cidadão aos libertos (Art. 71.°, capítulo V). Embora sendo mais liberal do que as constituições que a sucederam em ambos os países, a Constituição Luso-Brasileira não foi instituída na prática devido ao processo de independência do Brasil.

## 1824

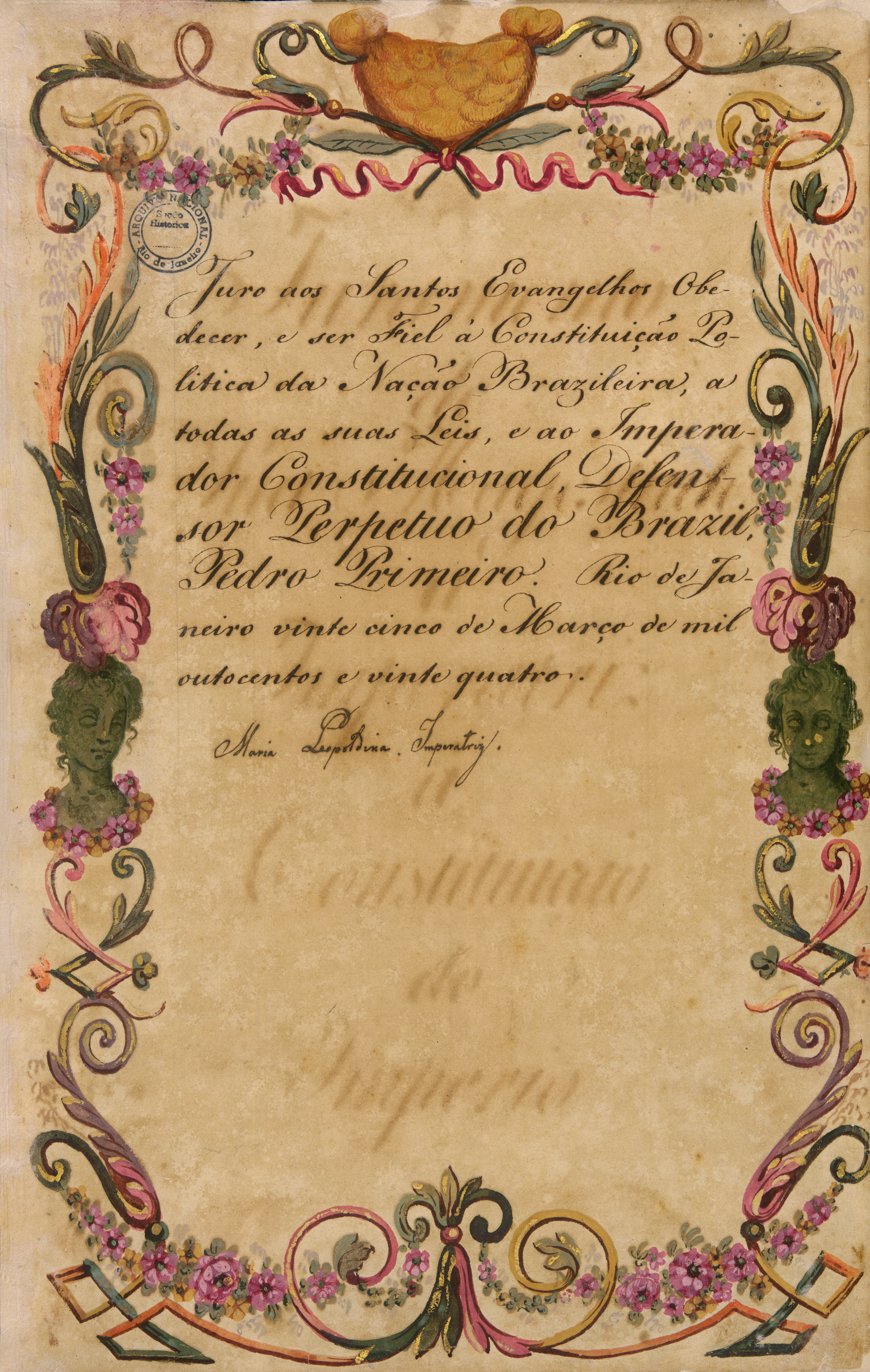
Juramento de Sua Majestade o Imperador D. Pedro I à Constituição do Império.

Outorgada em 24 de Março de 1824 por Pedro I após a dissolução da Assembleia Constituinte de 1823. Sua principal fonte foi a doutrina do constitucionalista liberal-conservador francês Benjamin Constant de Rebecque. Previa, além dos três poderes da doutrina clássica de Montesquieu, o poder moderador, concebido pelo mencionado Benjamin Constant atribuindo ao Imperador o posto de chefe supremo do Estado brasileiro. Foi marcada pelo desequilíbrio entre os poderes constituintes, sendo que o Poder Moderador do Imperador subjugava os outros três poderes (legislativo, executivo e judiciário). Também instituiu o regime de padroado, subjugando o poder da Igreja Católica ao poder do imperador. Abriu caminho para a instituição do governo parlamentar no Brasil.
Sofreu uma grande reforma em 1834, durante o período regencial, através das emendas aprovadas no Ato Adicional.

## 1890
O decreto de número 510, de 26 de junho de 1890, correspondeu a uma constituição provisória.

## 1891
No governo provisório do Marechal Deodoro da Fonseca foi decretada e promulgada pelo Congresso Constituinte a 1.ª constituição da República de 1891, convocado pelo governo provisório da República recém-proclamada. Teve por principais fontes de influência as Constituições dos Estados Unidos. Institucionalizava o Estado brasileiro como República Federal (Federalismo), sob governo presidencial. Estabeleceu o sufrágio universal masculino para todos os brasileiros alfabetizados maiores de 21 anos de idade, com voto a descoberto. O voto era aberto, excluindo ainda analfabetos, mulheres e militares.

## 1934
Assembleia Nacional Constituinte de 1934. Desde a Revolução de 1930, Getúlio Vargas, na qualidade de Chefe do Governo Provisório, governava o país por decreto. Só em 1933, após a derrota da Revolução Constitucionalista de 1932, em São Paulo, é que foi eleita a Assembleia Constituinte que redigiu a constituição do Governo Constitucional da Era Vargas. Suas principais fontes foram a Constituição alemã de Weimar e a Constituição republicana da Espanha de 1931. Tinha como principais inovações a introdução do voto secreto e o sufrágio feminino, a criação da Justiça do Trabalho, definição dos direitos constitucionais do trabalhador (jornada de 8 horas diárias, repouso semanal e férias remuneradas).
Segundo Pedro Lenza, no livro Direito Constitucional Esquematizado, o voto feminino e secreto já havia sido previsto no Código Eleitoral de 1932 (Dec. n. 21.076, de 24.02.1932).

## 1937
Constituição do Estado Novo. Outorgada pelo presidente Getúlio Vargas em 10 de Novembro de 1937, mesmo dia em que implanta a ditadura do Estado Novo. É a quarta Constituição do Brasil. Ocorreu centralização de poder na figura de Getúlio Vargas. Também conhecida como a Constituição Polaca, por ter sido baseada na Constituição autoritária da Polônia.

## 1946
Promulgada. Constituição da República Brasileira.
A Constituição de 1946 foi promulgada em 18 de setembro de 1946. A mesa da Assembleia Constituinte promulgou a Constituição dos ainda denominados Estados Unidos do Brasil e o Ato das Disposições Constitucionais Transitórias no dia 18 de setembro de 1946, consagrando as liberdades expressas na Constituição de 1934, que haviam sido retiradas em 1937.

## 1967
Semioutorgada. Foi elaborada pelo Congresso Nacional, a que o Ato Institucional n. 4 atribuiu função de poder constituinte originário ("inicial, ilimitado, incondicionado e soberano"). O Congresso Nacional, transformado em Assembleia Nacional Constituinte e já com os membros da oposição afastados, elaborou sob pressão dos militares uma Carta Constitucional que legalizasse os governos militares (1964-1985). A partir desta constituição, o nome do país passa de Estados Unidos do Brasil para a denominação República Federativa do Brasil.

## 1969
A Constituição de 1967 recebeu em 1969 nova redação por uma emenda decretada pelos "Ministros militares no exercício da Presidência da República". É considerada por alguns especialistas, em que pode ser formalmente uma emenda à constituição de 1967, uma nova Constituição de caráter outorgado. Porém outros não a consideram uma nova constituição no sentido literal do termo.
A Constituição de 1967 foi alterada substancialmente pela Emenda N.º 1, baixada pela Junta Militar que assumiu o governo com a doença de Costa e Silva, em 1969. Esta intensificou a concentração de poder no Executivo dominado pelo Exército e, junto com o AI-12, permitiu a substituição do presidente por uma Junta Militar, impedindo a posse do vice-presidente Pedro Aleixo, um civil.
Além dessas modificações, o governo também decretou uma Lei de Segurança Nacional, que restringia severamente as liberdades civis (como parte do combate à subversão) e uma Lei de Imprensa, que estabeleceu a Censura Federal que durou até o governo José Sarney.
O Ato Institucional Número Cinco deu poderes ao presidente para fechar, por tempo indeterminado, o Congresso Nacional, as Assembleias Estaduais e as Câmaras Municipais, para suspender os direitos políticos por 10 anos e cassar mandatos efetivos e ainda decretar ou prorrogar estado de sítio. Foi instituída no mandato do Marechal Arthur Costa e Silva. Pode não ser considerada uma Constituição por ter sido outorgada pelos três ministros militares sob a aparência de emenda constitucional durante o recesso forçado do Congresso Nacional.

## 1988

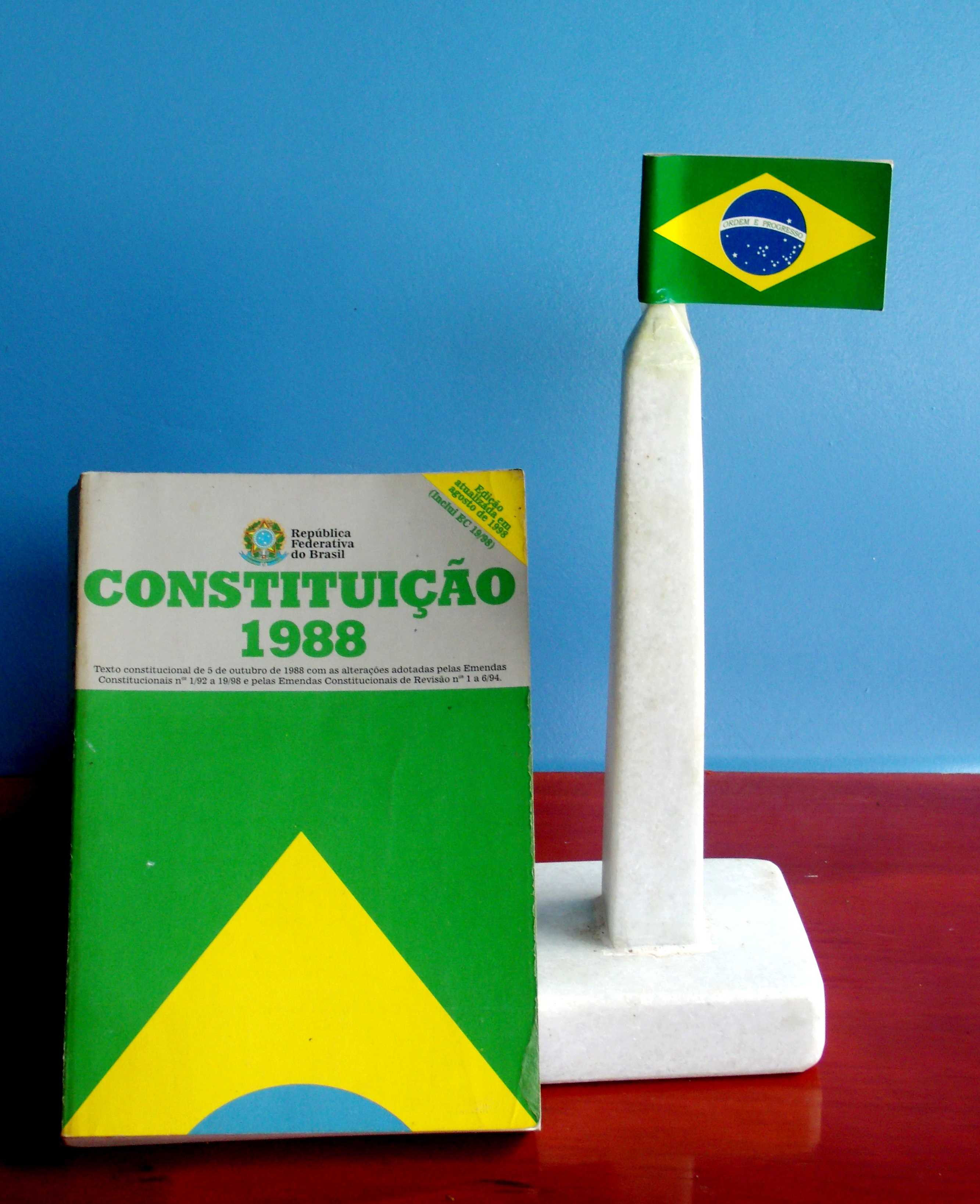
Constituição atual.

Decretada e promulgada pela Assembleia Nacional Constituinte de 1988, deu forma ao regime político vigente. Manteve o governo presidencial, garantindo que fossem eleitos pelo povo, por voto direto e secreto, o Presidente da República, os Governadores dos Estados, os Prefeitos Municipais e os representantes do poder legislativo, bem como a independência e harmonia dos poderes constituídos. Ampliou os direitos sociais e as atribuições do poder público, alterou a divisão administrativa do país que passou a ter 26 estados federados e um distrito federal. Instituiu uma ordem econômica tendo por base a função social da propriedade e a liberdade de iniciativa, limitada pelo intervencionismo estatal.
Outros importantes avanços da constituição:
- Instituição de eleições majoritárias em dois turnos caso nenhum candidato consiga atingir a maioria dos votos válidos;
- Implementação do SUS, o sistema único de saúde do Brasil;
- Voto facultativo para cidadãos de 16 e 17 anos, maiores de 70 anos e cidadãos analfabetos;
- Maior autonomia dos municípios;
- Estabelecimento da função social da propriedade privada urbana;
- Garantia da demarcação de terras indígenas;
- Proibição de comercialização de sangue e seus derivados;
- Leis de proteção ao meio ambiente;
- Garantia de aposentadoria para trabalhadores rurais sem precisarem necessariamente ter contribuído com o INSS;
- Fim da censura a emissoras de rádio e TV, filmes, peças de teatro, jornais e revistas, etc.

## Quadro comparativo
Todas as Constituições brasileiras foram escritas, com elaboração dogmática, extensão analítica e conteúdo formal.
| Classificação  | 1824        | 1891       | 1934       | 1937      | 1946       | 1967          | 1969      | 1988       |
| -------------- | ----------- | ---------- | ---------- | --------- | ---------- | ------------- | --------- | ---------- |
| Origem         | outorgada   | promulgada | promulgada | outorgada | promulgada | semioutorgada | outorgada | promulgada |
| Alterabilidade | semirrígida | rígida     | rígida     | rígida    | rígida     | rígida        | rígida    | rígida     |